# 26e Screen Actors Guild Awards
De 26e Screen Actors Guild Awards, waarbij prijzen werden uitgereikt voor uitstekende acteerprestaties in film en televisie voor het jaar 2019, gekozen door de leden van SAG-AFTRA, vonden plaats op 19 januari 2020 in het Shrine Auditorium in Los Angeles. De prijs voor de volledige carrière werd uitgereikt aan Robert De Niro.

## Film

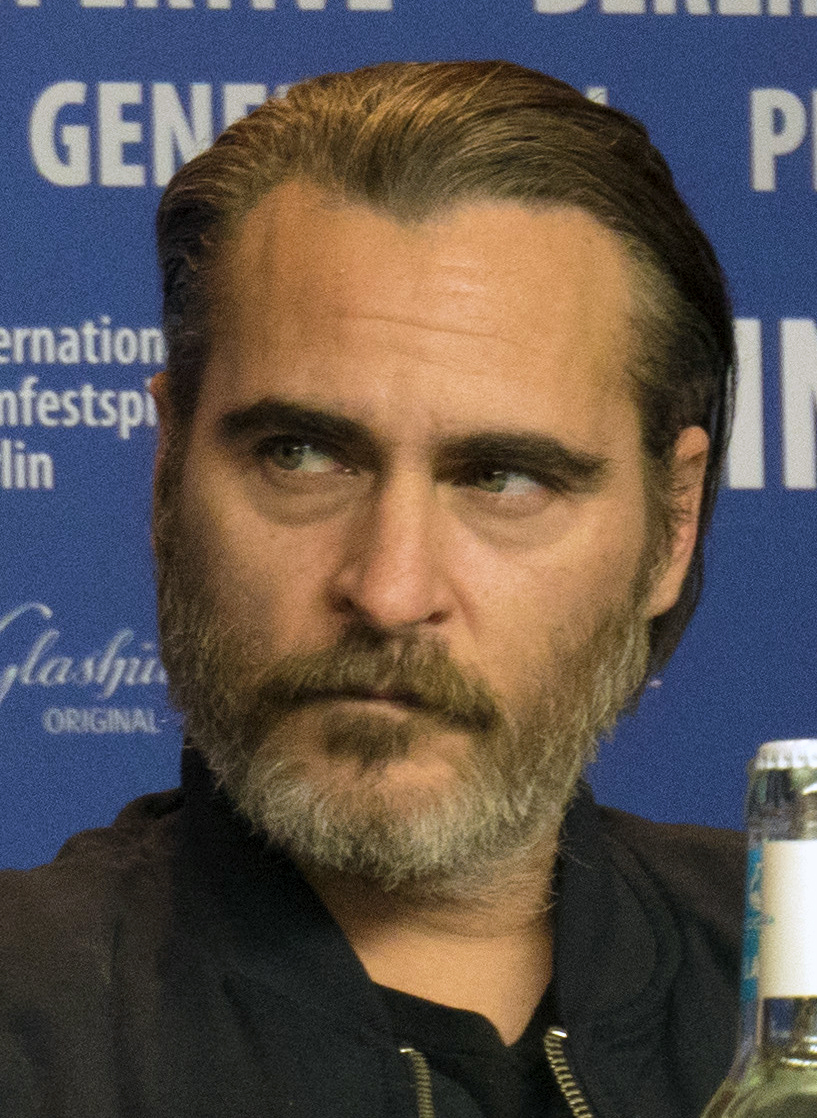
Joaquin Phoenix (Joker), winnaar mannelijke acteur in een hoofdrol

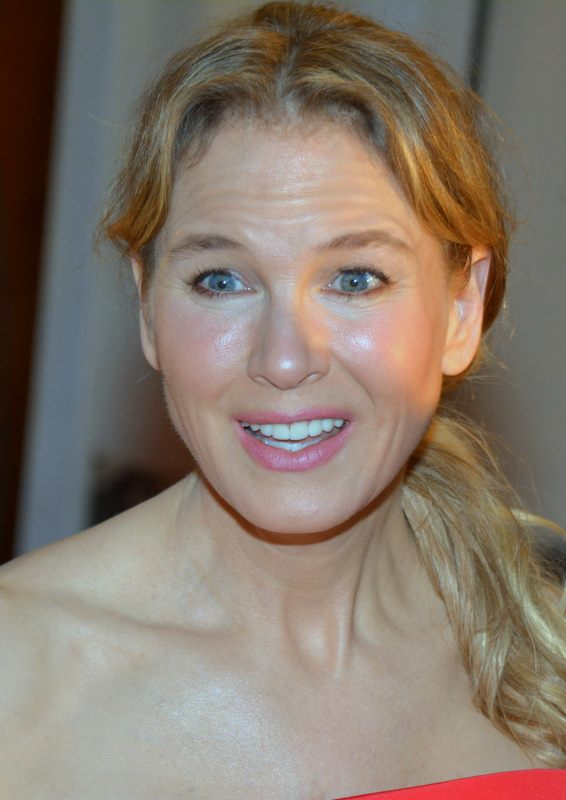
Renée Zellweger (Judy), winnaar vrouwelijke acteur in een hoofdrol

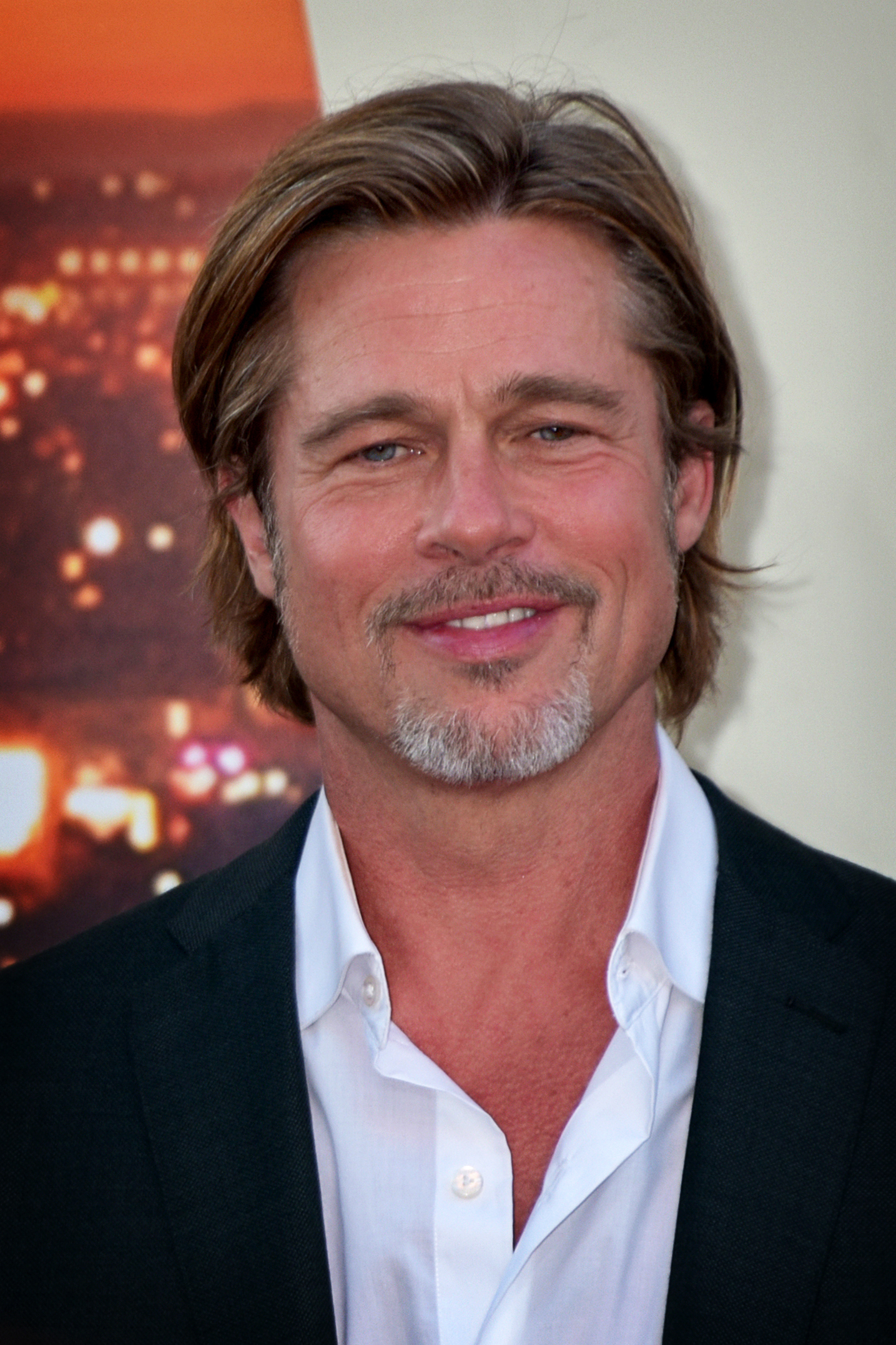
Brad Pitt (Once Upon a Time in Hollywood), winnaar mannelijke acteur in een bijrol

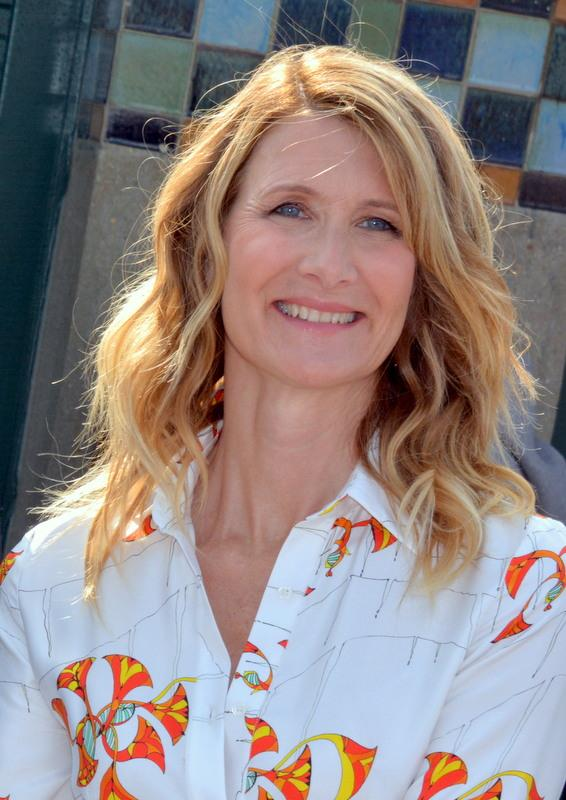
Laura Dern (Marriage Story), winnaar vrouwelijke acteur in een bijrol

De winnaars staan bovenaan in vet lettertype.

#### Cast in een film
Outstanding Performance by a Cast in a Motion Picture
- Parasite
  - Bombshell
  - The Irishman
  - Jojo Rabbit
  - Once Upon a Time in Hollywood

#### Mannelijke acteur in een hoofdrol
Outstanding Performance by a Male Actor in a Leading Role
- Joaquin Phoenix - Joker
  - Christian Bale - Ford v Ferrari
  - Leonardo DiCaprio - Once Upon a Time in Hollywood
  - Adam Driver - Marriage Story
  - Taron Egerton - Rocketman

#### Vrouwelijke acteur in een hoofdrol
Outstanding Performance by a Female Actor in a Leading Role
- Renée Zellweger - Judy
  - Cynthia Erivo - Harriet
  - Scarlett Johansson - Marriage Story
  - Lupita Nyong'o - Us
  - Charlize Theron - Bombshell

#### Mannelijke acteur in een bijrol
Outstanding Performance by a Male Actor in a Supporting Role
- Brad Pitt - Once Upon a Time in Hollywood
  - Jamie Foxx - Just Mercy
  - Tom Hanks - A Beautiful Day in the Neighborhood
  - Al Pacino - The Irishman
  - Joe Pesci - The Irishman

#### Vrouwelijke acteur in een bijrol
Outstanding Performance by a Female Actor in a Supporting Role
- Laura Dern - Marriage Story
  - Scarlett Johansson - Jojo Rabbit
  - Nicole Kidman - Bombshell
  - Jennifer Lopez - Hustlers
  - Margot Robbie - Bombshell

#### Stuntteam in een film
Outstanding Performance by a Stunt Ensemble in a Motion Picture
- Avengers: Endgame
  - Ford v Ferrari
  - The Irishman
  - Joker
  - Once Upon a Time in Hollywood

## Televisie

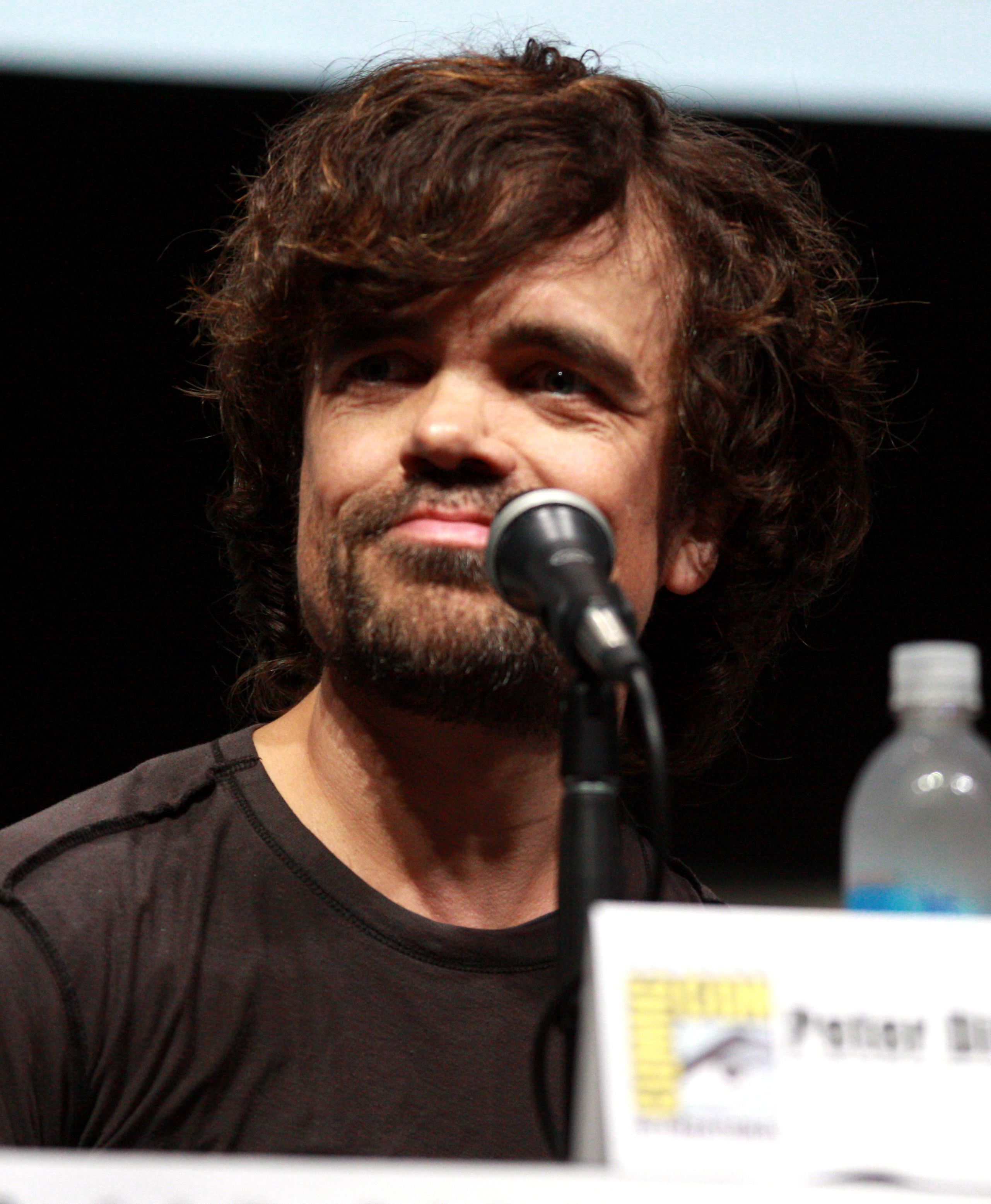
Peter Dinklage (Game of Thrones), winnaar mannelijke acteur in een dramaserie

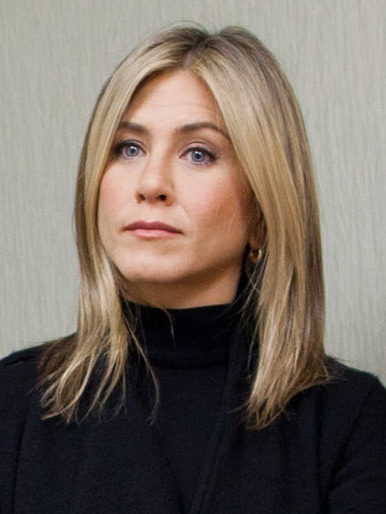
Jennifer Aniston (The Morning Show), winnaar vrouwelijke acteur in een dramaserie

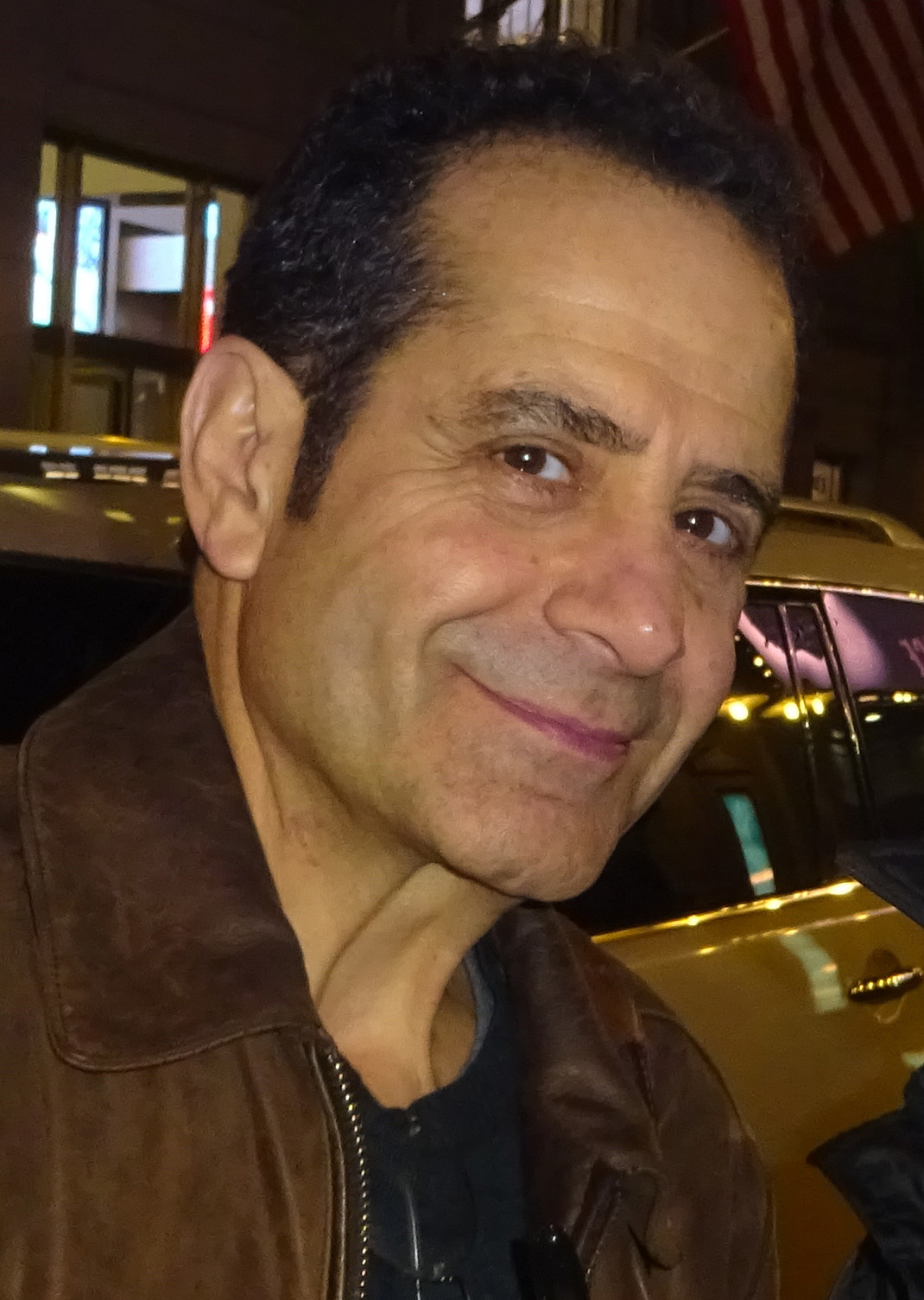
Tony Shalhoub (The Marvelous Mrs. Maisel), winnaar mannelijke acteur in een komedieserie

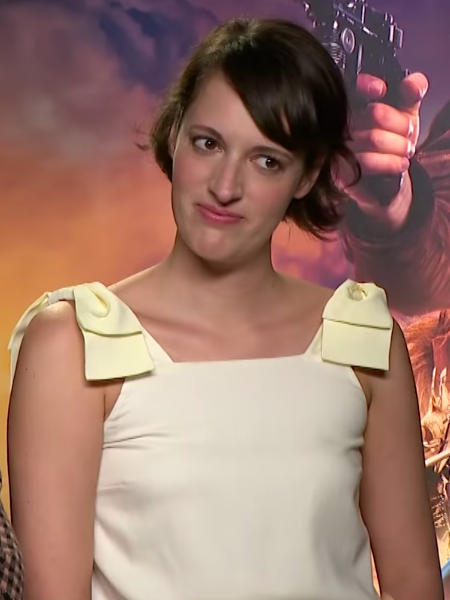
Phoebe Waller-Bridge (Fleabag), winnaar vrouwelijke acteur in een komedieserie

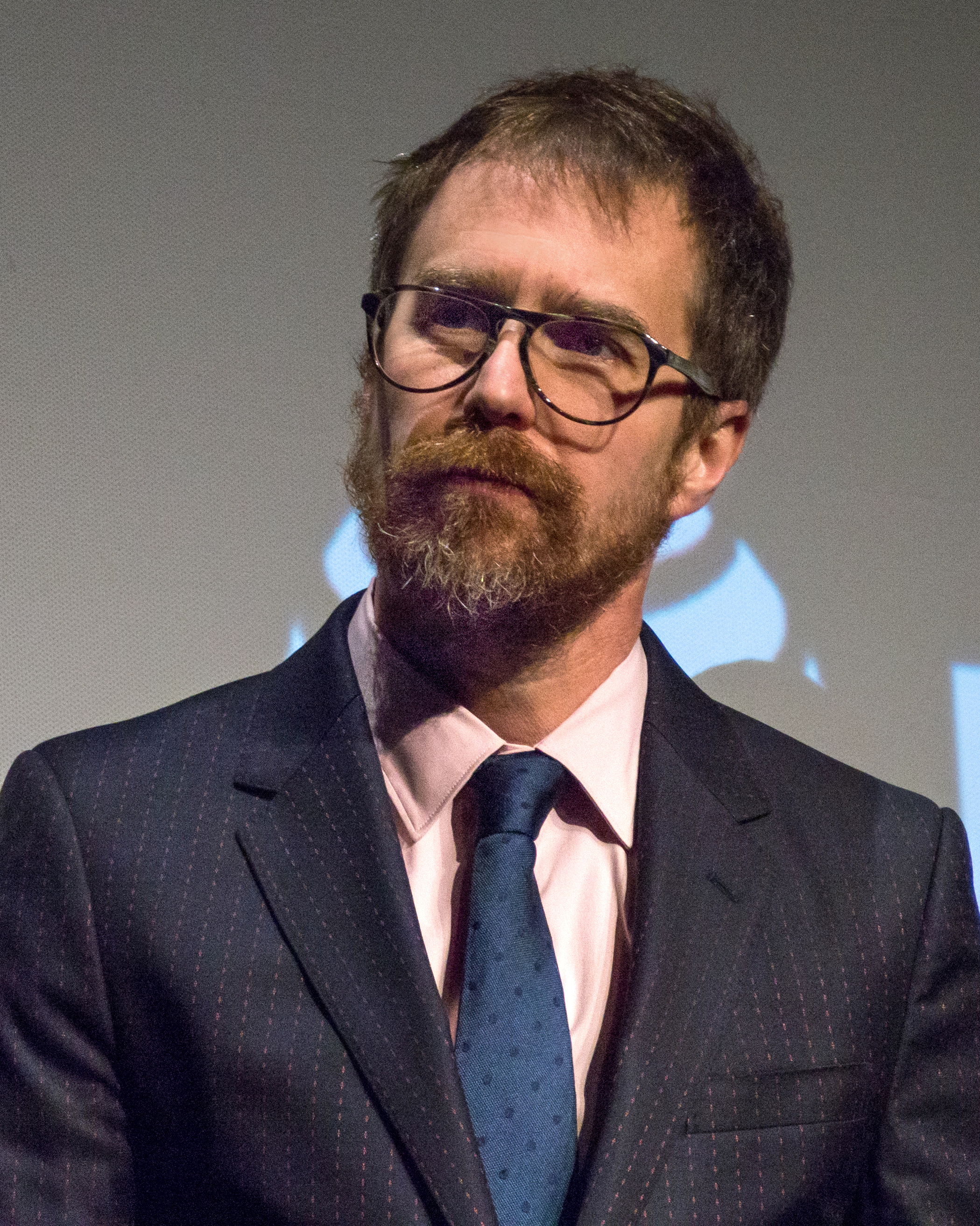
Sam Rockwell (Fosse/Verdon), winnaar mannelijke acteur in een miniserie of televisiefilm

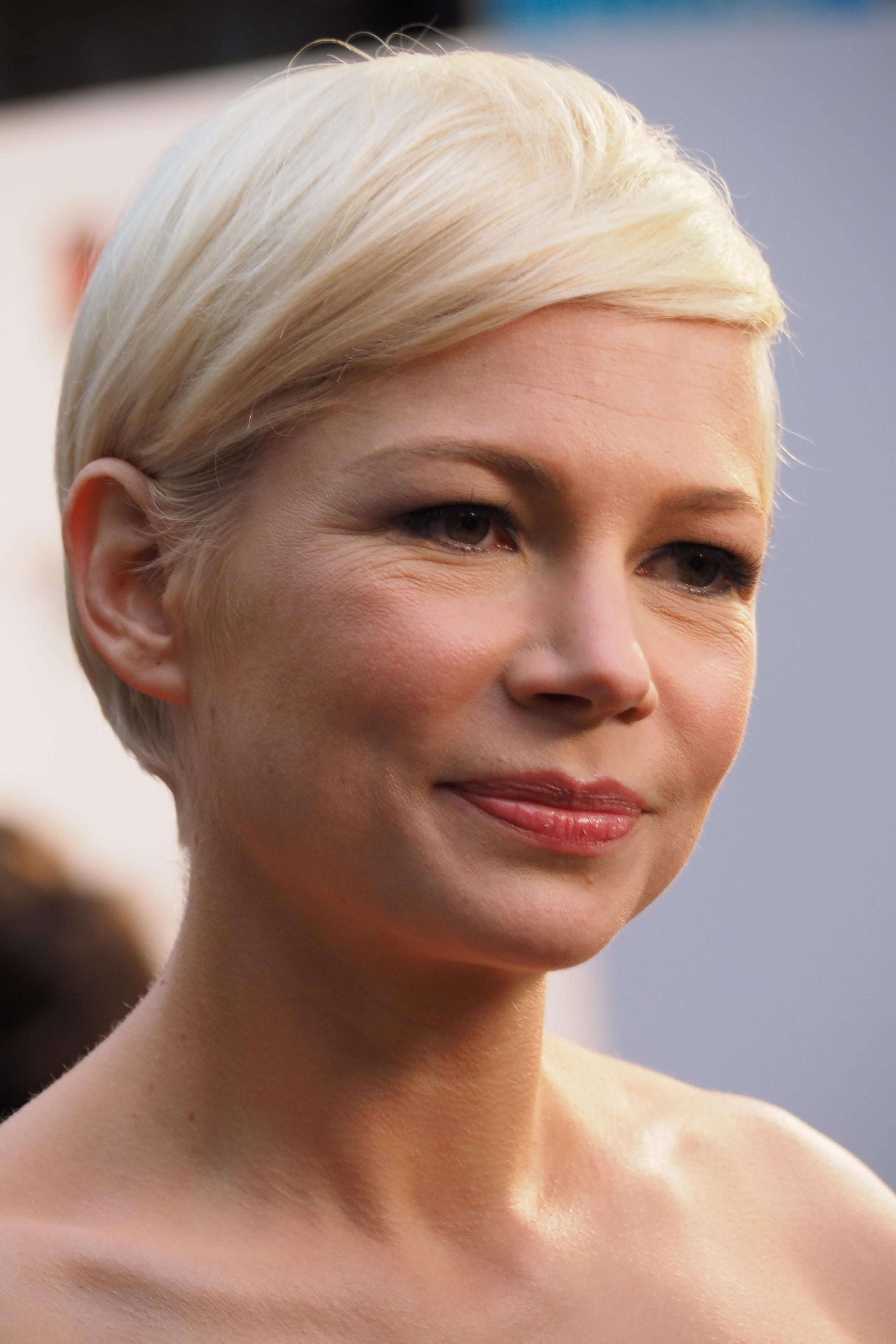
Michelle Williams (Fosse/Verdon), winnaar vrouwelijke acteur in een miniserie of televisiefilm

De winnaars staan bovenaan in vet lettertype.

#### Ensemble in een dramaserie
Outstanding Performance by an Ensemble in a Drama Series
- The Crown
  - Big Little Lies
  - Game of Thrones
  - The Handmaid's Tale
  - Stranger Things

#### Mannelijke acteur in een dramaserie
Outstanding Performance by a Male Actor in a Drama Series
- Peter Dinklage - Game of Thrones
  - Sterling K. Brown - This Is Us
  - Steve Carell - The Morning Show
  - Billy Crudup - The Morning Show
  - David Harbour - Stranger Things

#### Vrouwelijke acteur in een dramaserie
Outstanding Performance by a Female Actor in a Drama Series
- Jennifer Aniston - The Morning Show
  - Helena Bonham Carter - The Crown
  - Olivia Colman - The Crown
  - Jodie Comer - Killing Eve
  - Elisabeth Moss - The Handmaid's Tale

#### Ensemble in een komedieserie
Outstanding Performance by an Ensemble in a Comedy Series
- The Marvelous Mrs. Maisel
  - Barry
  - Fleabag
  - The Kominsky Method
  - Schitt's Creek

#### Mannelijke acteur in een komedieserie
Outstanding Performance by a Male Actor in a Comedy Series
- Tony Shalhoub - The Marvelous Mrs. Maisel
  - Alan Arkin - The Kominsky Method
  - Michael Douglas - The Kominsky Method
  - Bill Hader - Barry
  - Andrew Scott - Fleabag

#### Vrouwelijke acteur in een komedieserie
Outstanding Performance by a Female Actor in a Comedy Series
- Phoebe Waller-Bridge - Fleabag
  - Christina Applegate - Dead to Me
  - Alex Borstein - The Marvelous Mrs. Maisel
  - Rachel Brosnahan - The Marvelous Mrs. Maisel
  - Catherine O'Hara - Schitt's Creek

#### Mannelijke acteur in een miniserie of televisiefilm
Outstanding Performance by a Male Actor in a Television Movie or Limited Series
- Sam Rockwell - Fosse/Verdon
  - Mahershala Ali - True Detective
  - Russell Crowe - The Loudest Voice
  - Jared Harris - Chernobyl
  - Jharrel Jerome - When They See Us

#### Vrouwelijke acteur in een miniserie of televisiefilm
Outstanding Performance by a Female Actor in a Television Movie or Limited Series
- Michelle Williams - Fosse/Verdon
  - Patricia Arquette - The Act
  - Toni Collette - Unbelievable
  - Joey King - The Act
  - Emily Watson - Chernobyl

#### Stuntteam in een televisieserie
Outstanding Performance by a Stunt Ensemble in a Comedy or Drama Series
- Game of Thrones
  - GLOW
  - Stranger Things
  - The Walking Dead
  - Watchmen